# Herman Richir

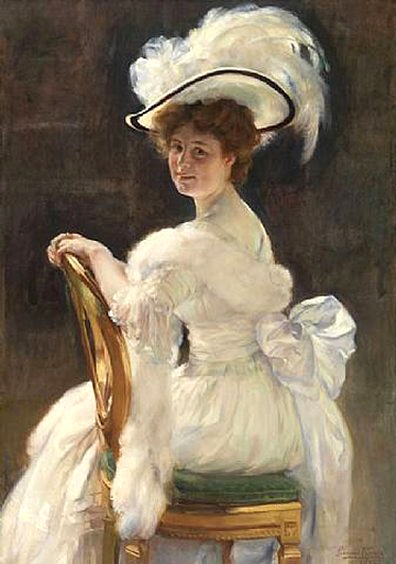
Fräulein Germaine Le Blon

Herman Jean Joseph Richir (* 4. Dezember 1866 in Ixelles; † 15. März 1942 in Uccle) war ein belgischer Genre-, Akt- und Porträtmaler sowie Kunstpädagoge.
Herman Richir studierte an der Kunstakademie in Saint-Josse-ten-Noode/Sint-Joost-ten-Node bei Gustave Biot und Charles Hermans und setzte sein Studium ab 1884 an der Académie royale des Beaux-Arts de Bruxelles bei Jean-François Portaels fort.
Bereits 1885 wurde er Preisträger der Akademie. 1886 belegte Richir beim belgischen Prix de Rome den zweiten Platz hinter Constant Montald. 1889 erhielt er auf der alle drei Jahre stattfindenden Messe in Gent eine Goldmedaille. Er hat seine Werke 1889 und 1892 in den Pariser Salons sowie auf der Weltausstellung Brüssel 1897 ausgestellt.
Herman Richir wurde 1900 zum Professor für den Zeichenkurs Natur an der Académie royale des Beaux-Arts de Bruxelles ernannt. Von 1905 bis 1927 war er dort als Professor für Malerei tätig. Unter seinen Schülern waren zwei bedeutende Mitglieder der „Nervia“-Gruppe, Louis Buisseret und Léon Navez.
Während seiner Lehrtätigkeit war er von 1906 bis 1927 mehrmals als Direktor an der Akademie tätig (1906–1907, 1910–1911, 1915–1919 und 1925–1927). 1927 verließ er endgültig sein Amt als Direktor und wurde durch Victor Horta ersetzt.